# FC TVMK Tallinn
El FC TVMK Tallinn és un club de futbol estonià de la ciutat de Tallinn.

## Història
Evolució del nom:
- TVMK Tallinn (1951-1991)
- TVMV Tallinn (1992)
- Convertit en Nikol Tallinn (1992) i Lantana Tallinn (1994)
- Tevalte-Marlekor (1995-1996)
- FC Marlekor (1996-1997)
- TVMK Tallinn (1997-2008)

Fundat el 1951, el TVMK jugà a les lligues regionals fins al 1986, que ingressà a la divisió Jõgeva III, ascendint després a la II liiga. El TVMK guanyà el campionat de l'RSS d'Estònia el 1990 i la lliga i la copa l'any següent, l'anterior a la independència d'Estònia.
La següent temporada fou reanomenat TVMV Tallinn i després adquirit per l'empresa Nikol que creà el club Nikol Tallinn, posteriorment convertit en Lantana Tallinn.
Pel que fa al TVMK, aquest adquirí els drets del Tevalte Tallinn (antic FC Vigri) a través de l'empresa Marlekor el 1995, la mateixa empresa que privatitzà TVMK el 1993. L'empresa canvià de nom a AS TVMK el 1997 i el club recuperà el seu nom històric el mateix any.
El TVMK guanyà la seva primera lliga el 2005.

## Palmarès
- Lliga estoniana de futbol: (1)
  - 2005
- Copa estoniana de futbol: (2)
  - 2002-03, 2005-06
- Supercopa estoniana de futbol: (2)
  - 2005, 2006

## Futbolistes destacats
- Aleksandr Dmitrijev
- Viktors Dobrecovs
- Maksim Gruznov
- Kert Haavistu
- Egidijus Juška
- Toomas Kallaste
- Oliver Konsa
- Andrei Krasnopjorov
- Andrei Krõlov
- Liivo Leetma
- Tarmo Neemelo
- Maksim Smirnov
- Andrei Stepanov
- Ingemar Teever
- Sergei Zenjov

## Entrenadors destacats
- Sergei Yuran
- Vyacheslav Bulavin